# Jonathan Brewer (actor)
Jonathan Brewer (Alberta, 10 de septiembre de 1982) es un actor y bailarín de origen Pies negros, conocido por sus papeles en películas como Dreamkeeper (2003), Apocalypto (2006), A Legend of Whitey (2011) y Hyde Park on Hudson (2012).

## Filmografía
- Dreamkeeper (2003)
- Apocalypto (2006)
- Entierra mi corazón en Wounded Knee (2007)
- Viaje al centro de la tierra (2008)
- A Legend of Whitey (2011)
- Hyde Park on Hudson (2012).
- The Truth (2022)